# Maj 2014

## 25 maja
- Zmarł Wojciech Jaruzelski, polski polityk i dowódca wojskowy, działacz komunistyczny, prezydent PRL (1989) i prezydent RP (1989–1990).
- Rosja pokonała 5:2 Finlandię w finale rozgrywanych na Białorusi mistrzostw świata w hokeju na lodzie mężczyzn. (tvn24.pl)
- W Nassau na Bahamach zakończyły się IAAF World Relays 2014 – pierwsza edycja organizowanych przez Międzynarodowe Stowarzyszenie Federacji Lekkoatletycznych zawodów w biegach sztafetowych. (SportoweFakty.pl)

## 24 maja
- Real Madryt pokonał po dogrywce 4:1 Atlético Madryt w rozegranym w Lizbonie finale Ligi Mistrzów – najbardziej prestiżowych rozgrywek klubowych w europejskiej piłce nożnej. (sport.tvp.pl)

## 22 maja
- Generał Prayuth Chan-ocha wprowadził w Tajlandii stan wojenny oraz dokonał przewrotu wojskowego w odpowiedzi na kryzys polityczny.

## 17 maja
- Biskup Wojciech Polak został mianowany prymasem Polski i arcybiskupem metropolitą gnieźnieńskim.

## 16 maja
- Zmarł Marek Nowakowski, polski pisarz, przedstawiciel małego realizmu, publicysta, scenarzysta i aktor. (niezalezna.pl)

## 13 maja
- Co najmniej 245 górników zginęło w katastrofie górniczej w mieście Soma w Turcji.

## 3 maja
- Prezydent RP Bronisław Komorowski odznaczył ks. prof. Michała Hellera Orderem Orła Białego za dorobek naukowy.